# آفریم!
آفریم! (انگلیسی: Aferim!) فیلمی به کارگردانی رادو ژوده است که در سال ۲۰۱۵ منتشر شد. این فیلم برای در بخش مسابقه شصت و پنجمین جشنواره بین‌المللی فیلم برلین شرکت داشت و رادو ژوده توانست برندۀ خرس نقره‌ای برای بهترین کارگردانی شود.
فیلم، داستان مأمور پلیسی در ابتدای قرن نوزدهم را روایت می‌کند که به همراه پسرش در جستجوی یک کولی، از منطقه والاچیا در رومانی عبور می‌کنند. کولی متهم است که همسر یکی از اشراف را اغوا کرده است.